# Giuseppe Gherardi
Giuseppe Gherardi (Piacenza, 1756 – Piacenza, 7 novembre 1828) è stato un pittore italiano.

## Biografia
Dipinse un San Disma per la chiesa di Santa Maria in Torricella a Piacenza, una tela che si trova accanto a una pala d'altare di Robert De Longe, il pittore fiammingo a lungo operoso nella città emiliana. Dipinse un Mosè e un David per la basilica piacentina di Santa Maria in Campagna, due tele che sono di fronte al San Rocco e al San Sebastiano  dipinti da Andrea Procaccini. Di sua mano è pure il fregio della basilica. Dipinse anche una Trasfigurazione che si trovava nella chiesa di San Salvatore a Piacenza, edificio demolito nel 1923. 
Gherardi fu professore di pittura all'istituto d'arte Gazzola di Piacenza. Se fu poco apprezzato come pittore, in compenso ebbe buoni riconoscimenti come insegnante e uno dei suoi allievi fu Carlo Maria Viganoni.
Il pittore non va confuso con l'omonimo artista Giuseppe Gherardi, nato a Firenze nel 1788 e mortovi nel 1884.